# Exeter, New Hampshire
Exeter är en kommun (town) i Rockingham County i New Hampshire, USA. Befolkningen uppmättes 2020 till 16 049 invånare.

## Kända personer från Exeter
- Dan Brown, författare
- Fred Frame, racerförare
- John Taylor Gilman, politiker
- Nicholas Gilman, politiker
- John Irving, författare
- Ambrose Swasey, ingenjör